# 청계터널
청계터널(淸溪터널, 영어: Cheonggye Tunnel)은 경기도 의왕시 청계동과 성남시 분당구 운중동을 잇는 수도권제1순환고속도로 상의 터널이다. 대한민국 최초의 편도 4차로 광폭터널로, 터널 길이는 일산 방향이 450m, 판교 방면이 550m이며 폭은 17.6m이다.
터널 서쪽으로 청계요금소와 학의 분기점이 있으며, 분당구 운중동과 의왕시 청계동의 경계가 되는 하오고개를 관통한다. 하오고개를 지나는 다른 도로로는 국가지원지방도 제57호선 (안양판교로)이 있다.

## 같이 보기
- 안양터널: 일산 방면, 다음 터널
- 광암터널: 구리 방면, 다음 터널
- 사패산터널: 세계 최장 광폭 터널